# ムーズ・オート＝マルヌ地層研究所
ムーズ・オート＝マルヌ地層研究所（ムーズ・オート＝マルヌちそうけんきゅうじょ、フランス語：laboratoire de recherche souterrain de Meuse/Haute-Marne、略称：LSMHM、またはビュール研究所：Laboratoire de Bure）は、フランス共和国ムーズ県ビュール（fr:Bure (Meuse)）に所在する高レベルおよび中レベル放射性廃棄物の深層地下処分の研究を行う地下研究施設。研究所は商工業的公施設法人である放射性廃棄物管理機関（ANDRA）によって管理されている。
放射性廃棄物が安全化されるまでの間、極めて長期間に渡り保管する必要があるため、地質の調査は大変重要である。研究所はパリ盆地の泥岩層地下500メートルに構成されている。

## 歴史
1960年代後半にフランスは深層処分場の選定データ収集のために初めての実用的な地質研究がなされる。1980年代、当時原子力庁の一部門であった放射性廃棄物管理機関は地下研究施設の用地選定業務にあたっていた。1980年末、用地選定は猛烈な抗議と法廷闘争によって難航する。しかし、1991年12月30日にバタイユ法が成立し原子核変換、核保管および地層処分の3分野に関する放射性廃棄物管理の研究が新たに取りまとめられた。
1990年代初め頃、粘土と花崗岩の2種類の地層形成が考慮されていた。1993年10月と11月にオート＝マルヌ県とムーズ県の県議会は研究所用地選定に正式立候補する。1994年に放射性廃棄物管理機関は各県の広範囲を調査し4箇所（ムーズ県、ヴィエンヌ県、ガール県およびオート＝マルヌ県）を候補地に挙げ、さらに3箇所（ラ・シャペル＝バトン、マルクールおよびビュール）に絞り込んだ。
計画に対して、ZADなどによる反対運動が行われた。

## 施設
研究所の基礎施設は総て2つの坑の周辺に集約されている。地上施設は巻き上げ櫓が設けられ人員や資器材の昇降および換気のために用いられている。敷地面積は合わせて170,000平方メートルあり、そこには中核研究施設やその他の建物が建てられている。建築物は屋上緑化されている。
トンネルはほぼ500メートルから490メートルの間の深さまで掘削され、2007年時点でトンネルは長さ40メートル、地下445メートル付近まで完成している。さらなる拡張のため2007年から2009年の間に建設が予定され、2015年までに完成するとされる。

### 反対運動
- （フランス語） Maison de résistance a la poubelle nucléaire - Bure zone Libre (ビュワ・放射性廃棄物最終処理場建設に反対する抵抗の家). In: burezoneblog.over-blog.com
- （ドイツ語） Markus Pflüger: Widerstandshaus braucht Unterstützung. In: anti-atom-aktuell.de, 2005
- （ドイツ語） Markus Pflüger: Liberté, Egalité et Radioactivité?. In: akweb.de, ak - analyse & kritik - zeitung für linke Debatte und Praxis, Nr. 439, 8. Juni 2000